# Asciaporrecta hyalina
Asciaporrecta hyalina är en hjuldjursart som först beskrevs av Wulfert 1939.  Asciaporrecta hyalina ingår i släktet Asciaporrecta och familjen Asciaporrectidae. Arten är reproducerande i Sverige. Inga underarter finns listade i Catalogue of Life.